# Plastophorides bequaerti
Plastophorides bequaerti är en tvåvingeart som beskrevs av Rudolf Beyer 1959. Plastophorides bequaerti ingår i släktet Plastophorides och familjen puckelflugor. Inga underarter finns listade i Catalogue of Life.